# 長吻擬牙䱛
長吻擬牙䱛為輻鰭魚綱鱸形目鱸亞目石首魚科的其中一種，分布印度西太平洋區，包括巴基斯坦、印度、斯里蘭卡、孟加拉、緬甸、泰國、越南、新加坡、印尼、馬來西亞、中國等海域，體長可達160公分，棲息在沿海海域，屬肉食性，以甲殼類、橈腳類等為食，可做為食用魚。